# Matthew Wells (roddare)
Matthew Wells, född den 19 april 1979 i Bradford i Storbritannien, är en brittisk roddare.
Han tog OS-brons i dubbelsculler i samband med de olympiska roddtävlingarna 2008 i Peking.